# Дебелець (кряж)
Дебелець — гірський хребет у Центральних Балканах, у Старозагорській області, на південь від Трявнської гори.
Кряж Дебелець піднімається в південній частині Центральних Балканських гір, над східною частиною Казанликської долини, орієнтований на схід-захід, довжиною 10 км і шириною 4 км. Західна долина Ветренської річки (ліва притока Тунджи) відокремлює його від південно-східних відрогів гори Шипки, і на сході долина річки Радова — від Твердицької долини. На північ, на висоті 550 м, вона з'єднується з Даскарським хребтом на Тревненській горі.
Його найвища точка — гора Здравеця (834,8 м) і розташована в його середній частині.  Її південні, східні і східні схили розділені, відповідно,  Казанликською і Твардицькою долинами, а також долиною Ветренської річки. У західній частині — розділений рікою  Сливитовською (ліва притока Ветренської річки).
Ґрунти — бурі і делювіальні.  Весь хребет зарослий дубовими лісами, змішаними з кленом та ясенем. На його південних схилах є великі виноградники і сади.
На його південному підніжжі знаходяться місто Миколаєво і село Ветрен, а на півночі — села Брестова, Дворище і Жерковець.  
На південному підніжжі кряжа від с. Ветрен до м. Ніколаєво, перетинає ділянку першокласна дорога № 6 - "Гюєшево" (перетин кордону) - Софія - Карлово - Бургас; 10,2 км паралельно їй — ділянка залізничної колії София - Карлово - Бургас.
На його західному підніжжі, по долині р. Ветренська, по 5-ти кілометровій ділянці проходить  дорога третього класу № 609 Дабово - Трявна - Дряново, паралельно їй — ділянка залізничної лінії Русе - Горна Оряховиця - Стара Загора - Подкова.

## Топографічна карта
- Аркуш карти K-35-52. Масштаб: 1 : 100 000.